# Derek Meech
Derek Meech (* 21. April 1984 in Winnipeg, Manitoba) ist ein ehemaliger kanadischer Eishockeyspieler, der im Verlauf seiner aktiven Karriere zwischen 1999 und 2016 unter anderem 146 Spiele für die Detroit Red Wings und Winnipeg Jets in der National Hockey League (NHL) auf der Position des Verteidigers bestritten hat. Den Großteil seiner aktiven Laufbahn verbrachte Meech jedoch in der American Hockey League (AHL), wo er über 510 Partien absolvierte. Seinen größten Karriereerfolg feierte er in Diensten der Detroit Red Wings mit dem Gewinn des Stanley Cups im Jahr 2008.

## Karriere
Meech begann seine Karriere während der Saison 1999/2000 bei den Red Deer Rebels in der kanadischen Juniorenliga Western Hockey League (WHL), wo er fünfmal zum Einsatz kam. Ab der Spielzeit 2000/01 gehörte er zum Stammkader der Rebels. Meech spielte seine Rolle als Verteidiger sehr defensiv und kam nur auf zwei Tore und neun Assists in 60 Spielen, trotzdem war die Spielzeit von Erfolg gekrönt. Nachdem die Rebels die Playoffs der WHL gewinnen konnten, gewannen sie auch die kanadische Juniorenmeisterschaft um den Memorial Cup. In seinem zweiten Jahr konnte sich Meech deutlich steigern und setzte auch offensiv mehr Akzente. Am Ende der Saison, in der die Rebels erst im Finale der WHL-Playoffs scheiterten, hatte er mit +35 den besten Plus/Minus-Wert der Mannschaft und wurde wenige Monate später von den Detroit Red Wings im NHL Entry Draft 2002 in der siebten Runde an Position 229 ausgewählt. Er blieb aber vorerst bei den Red Deer Rebels. In der Saison 2002/03 konnte Meech seine Leistungen aus der Vorsaison wiederholen und die Mannschaft erreichte erneut das Finale der Playoffs, jedoch verpasste er mehrere Spiele der Endrunde auf Grund eines gebrochenen Kiefers. An der Seite von Dion Phaneuf spielte er während des Spieljahres 2003/04 in einer Verteidigungsreihe und führte die Rebels als Mannschaftskapitän an. Er spielte sein bestes Jahr und erzielte 38 Punkte in 62 Spielen. Zudem zeigte er mit vier Toren und sieben Torvorlagen auch in den Playoffs seine Klasse, doch diesmal scheiterten sie im Halbfinale. Im Laufe der Spielzeit wurde er in das kanadische U20-Nationalteam berufen und nahm an der Junioren-WM teil, wo er die Silbermedaille gewann.

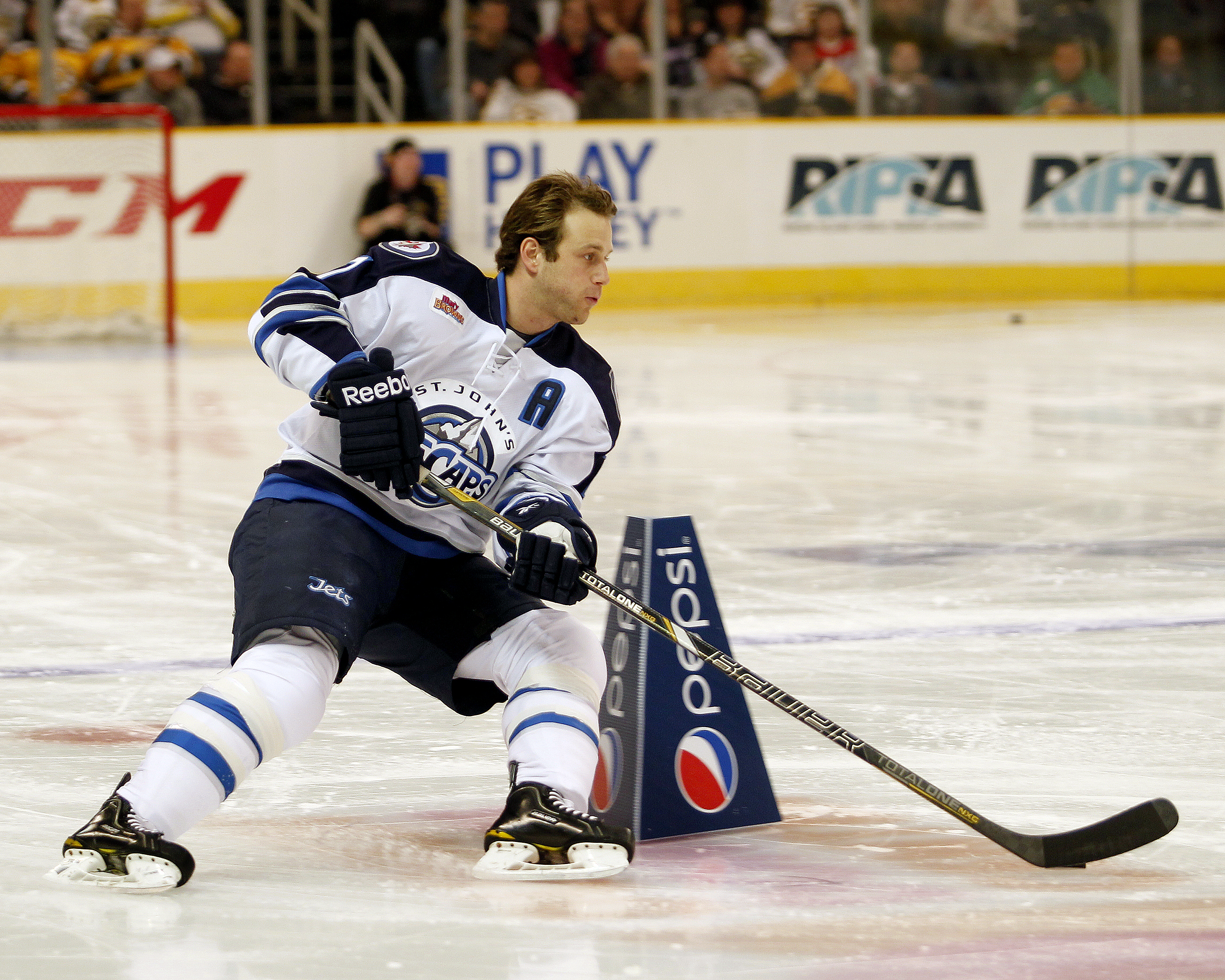
Meech beim AHL All-Star Classic (2013)

Im Sommer 2004 wechselte er zu den Profis und bekam einen Platz im Kader der Grand Rapids Griffins, dem Farmteam der Detroit Red Wings in der American Hockey League (AHL). Meech hatte einen schwierigen Start in seine erste Profi-Saison, konnte sich dann aber in der Mannschaft etablieren. Nach einem durchschnittlichen zweiten Jahr, gehörte er schließlich in der Saison 2006/07 zu den festen Größen in der Mannschaft und wurde im Dezember 2006 erstmals in den NHL-Kader der Red Wings berufen, wo er zu vier Einsätzen kam. Seine guten Leistungen verschafften ihm zudem die Teilnahme am AHL All-Star Classic im Januar 2007. Am Ende der Saison war er zusammen mit Jonathan Ericsson, der ebenfalls 29 Punkte erzielt hatte, punktbester Verteidiger bei den Grand Rapids Griffins. Im August 2007 erhielt Meech einen Dreijahresvertrag bei den Detroit Red Wings und konnte sich einen Monat später im Trainingscamp für einen Platz im NHL-Kader empfehlen. Jedoch kam er nur vereinzelt zum Einsatz, wenn einer der sechs Stammverteidiger verletzt war oder eine Pause brauchte. Im März 2008 musste Meech auch zeitweise im Angriff spielen, da mehrere Stürmer verletzt waren und schloss die Saison schließlich mit insgesamt 32 Einsätzen ab. In den Playoffs, als die Red Wings den Stanley Cup gewannen, wurde er nicht mehr eingesetzt. Da er nicht genügend Spiele absolviert hatte, damit sein Name auf den Stanley Cup eingraviert wird, beantragten die Red Wings eine Ausnahmegenehmigung, die schließlich befürwortet wurde.
Am 1. Juli 2011 unterzeichnete Meech einen Kontrakt bei den Winnipeg Jets. Nur zwei Spiele nach Saisonbeginn verletzte er sich allerdings und fiel für den Großteil der Saison 2011/12 aus. Erst in den Play-offs gab er für die St. John’s IceCaps, das Farmteam der Jets, sein Comeback in der AHL. Im Juli 2013 wurde der Verteidiger vom HK Dinamo Minsk aus der Kontinentalen Hockey-Liga (KHL) für ein Jahr unter Vertrag genommen, aber im November desselben Jahres aufgrund einer Verletzung aus dem Vertrag entlassen. Anfang Januar 2014 erhielt Meech einen Vertrag bis zum Saisonende vom AHL-Franchise der Texas Stars, mit denen er am Ende der Saison die Playoffs und somit den Calder Cup gewann. In der Folge verlängerten die Stars seinen Vertrag um ein weiteres Jahr, ehe er nach der Saison 2015/16 nach Schweden zu den Malmö Redhawks wechselte. 2016 beendete er nach einer Saison in der Svenska Hockeyligan (SHL) seine Karriere.

## Erfolge und Auszeichnungen
| - 2001 President’s-Cup-Gewinn mit den Red Deer Rebels - 2001 Memorial-Cup-Gewinn mit den Red Deer Rebels - 2004 WHL East Second All-Star Team - 2007 Teilnahme am AHL All-Star Classic | - 2008 Stanley-Cup-Gewinn mit den Detroit Red Wings - 2013 Teilnahme am AHL All-Star Classic - 2014 Calder-Cup-Gewinn mit den Texas Stars |

### International
- 2004 Silbermedaille bei der U20-Junioren-Weltmeisterschaft

## Karrierestatistik

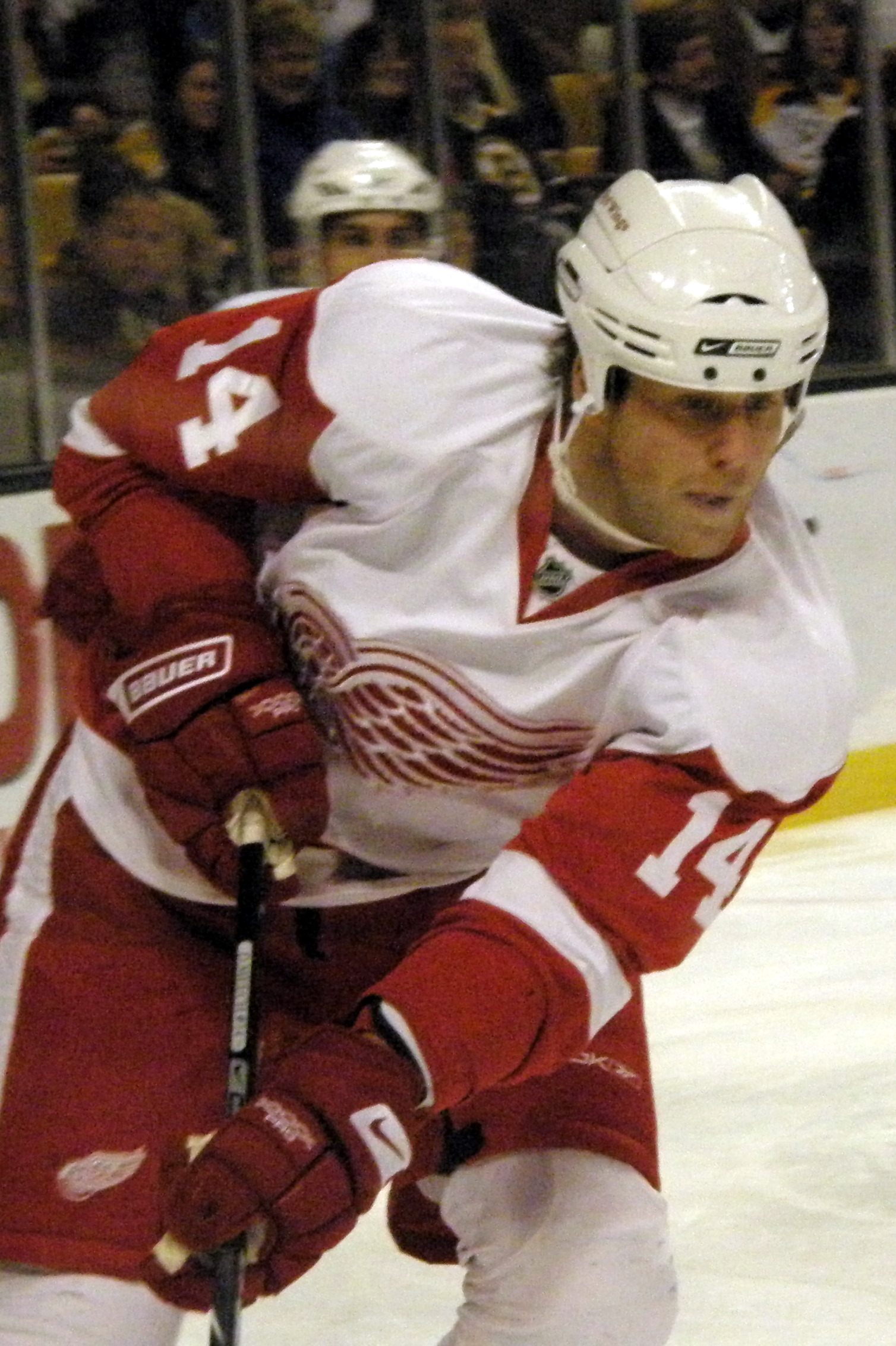
Meech im Trikot der Detroit Red Wings

### International
Vertrat Kanada bei:
- U20-Junioren-Weltmeisterschaft 2004

(Legende zur Spielerstatistik: Sp oder GP = absolvierte Spiele; T oder G = erzielte Tore; V oder A = erzielte Assists; Pkt oder Pts = erzielte Scorerpunkte; SM oder PIM = erhaltene Strafminuten; +/− = Plus/Minus-Bilanz; PP = erzielte Überzahltore; SH = erzielte Unterzahltore; GW = erzielte Siegtore; 1 Play-downs/Relegation; Kursiv: Statistik nicht vollständig)